# Election Systems & Software
Election Systems & Software (ES&S) est une entreprise américaine qui fournit des services électoraux. Elle a été créée en 1979 sous le nom  American Information Systems Inc. (AIS), elle fusionna avec  Business Records Corp. l'année suivante et pris le nom d'ES&S.
Chuck Hagel a été CEO de l'entreprise jusqu'à peu avant son élection au Sénat des États-Unis pour représenter le Nebraska. ES&S est une  subsidiary de McCarthy Group Inc., qui est copossédée par la holding et la the Omaha World-Herald Co., l'éditeur du plus important journal du Nebraska. L'élection fut conduite presque exclusivement sur des équipements fournis par son ancienne entreprise. ES&S est l'une des quatre plus importantes entreprises de vote utilisée lors des élections de 2004, les trois autres étant Diebold Election Systems (en), Sequoia Voting Systems et Hart InterCivic (en).
Les élections américaines primaires de mars 2006 révélèrent une surextension des ressources d'ES&S lorsque plusieurs comtés trouvèrent des faiblesses dans la contrôle de la qualité (cartes mémoires défaillantes), informèrent d'un service défaillant, et des problèmes avec la préparation de l'élection. Après les dures critiques contre Diebold, ES&S est devenu le second vendeur de machines à voter électronique (après Diebold) à voir ses procès et charges criminelles augmenter à la suite de leur échec à fournir un service adéquat promis par leur contrat (avril 2007).

## Problèmes de 2010
Les problèmes survenus lors des élections de 2010 ont conduit la commission électorale à envisager la décertification des machines. Les trois problèmes les plus graves sont: 
- des comptages manquants
- des erreurs de comptage
- des pannes et un système de journalisation défaillant